# NGC 169
NGC 169 (другие обозначения — UGC 365, IRAS00342+2342, MCG 4-2-35, KCPG 13B, ZWG 479.44, ARP 282, PGC 2202) — спиральная галактика (Sb) в созвездии Андромеда.
Этот объект входит в число перечисленных в оригинальной редакции «Нового общего каталога».
NGC 169 имеет меньший спутник NGC 169A. Галактики в настоящее время сталкиваются. Приливное взаимодействие искажает их форму и структуру.
Данная пара входит в каталог Arp (Атлас пекулярных Галактик), в который входят галактики, у которых морфологический класс не соответствует точному описанию по классификации последовательности Хаббла.